# آدتومیرما وناتریکس
آدتومیرما وناتریکس (نام علمی: Adetomyrma venatrix) نام یک گونه از تیره مورچه است.